# Sternwarte

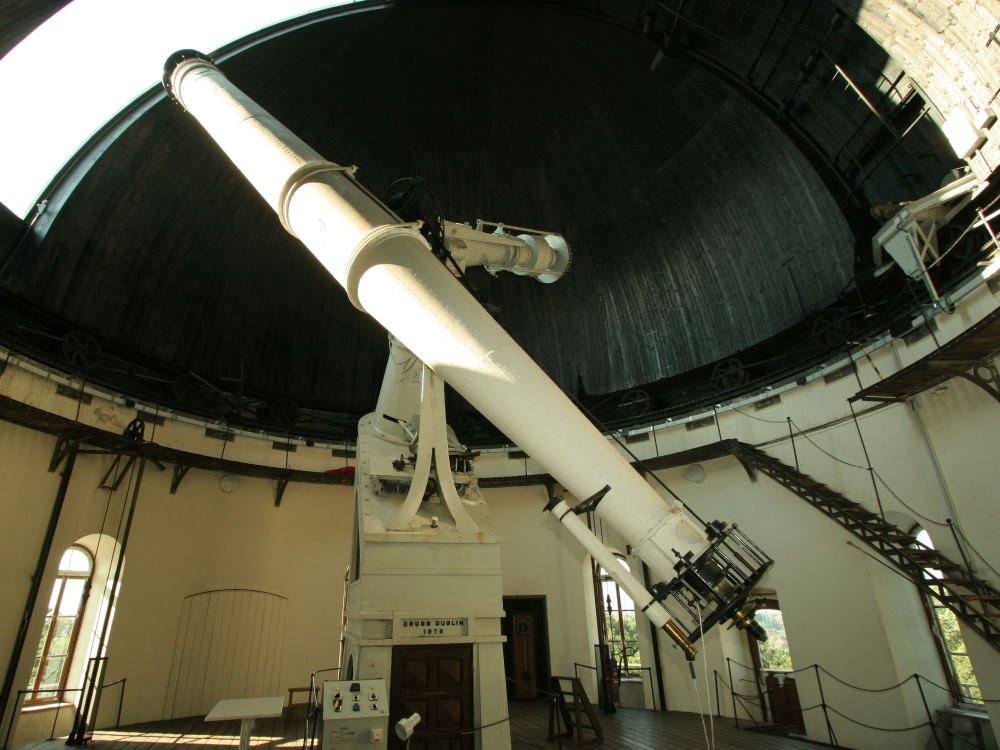
Klassische Sternwartekuppel: Großer Refraktor der Universitätssternwarte Wien von 1885, 11 m Brennweite

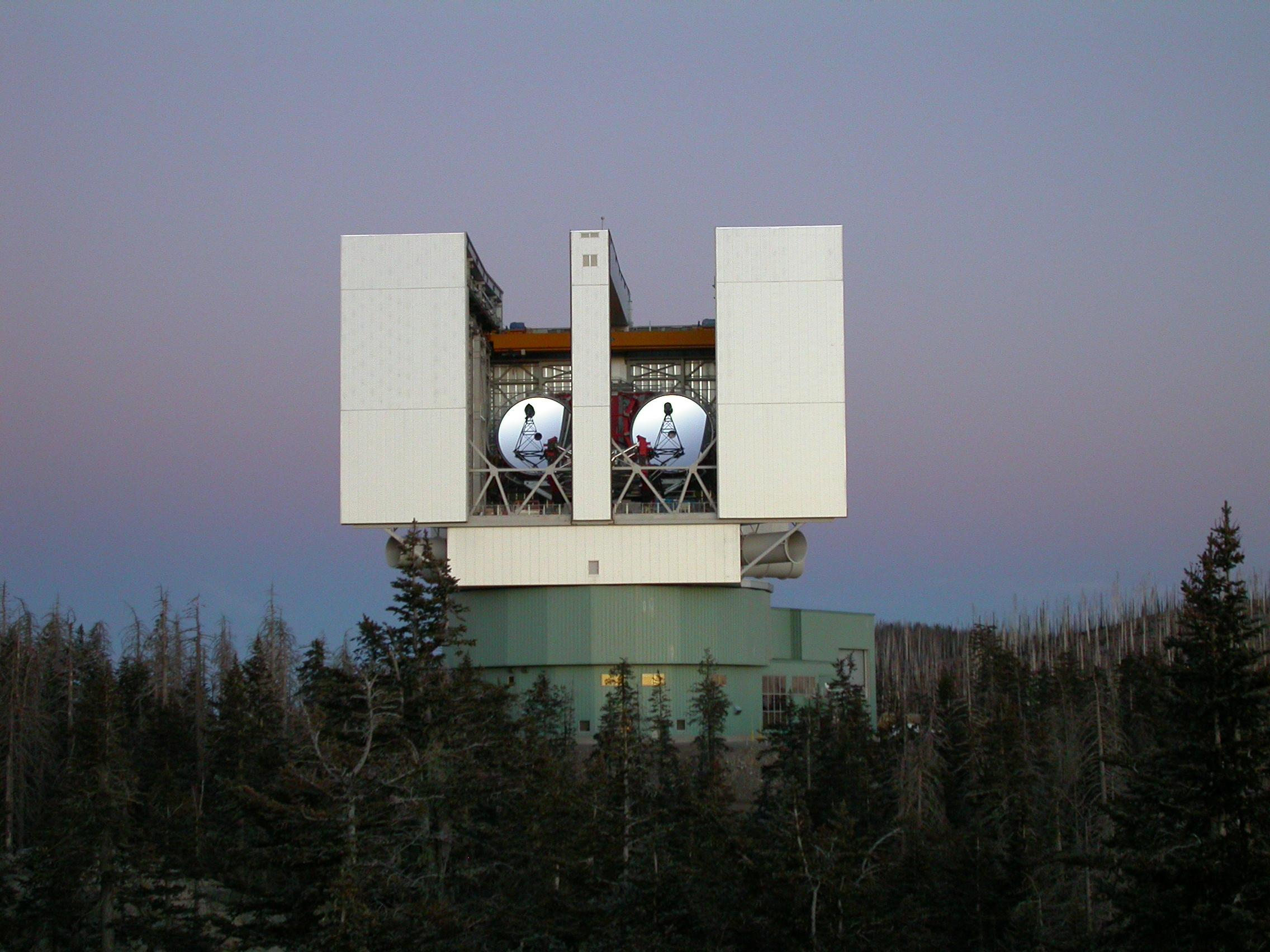
Offene, azimutale Bauweise: Large Binocular Telescope mit zwei 8-m-Spiegeln

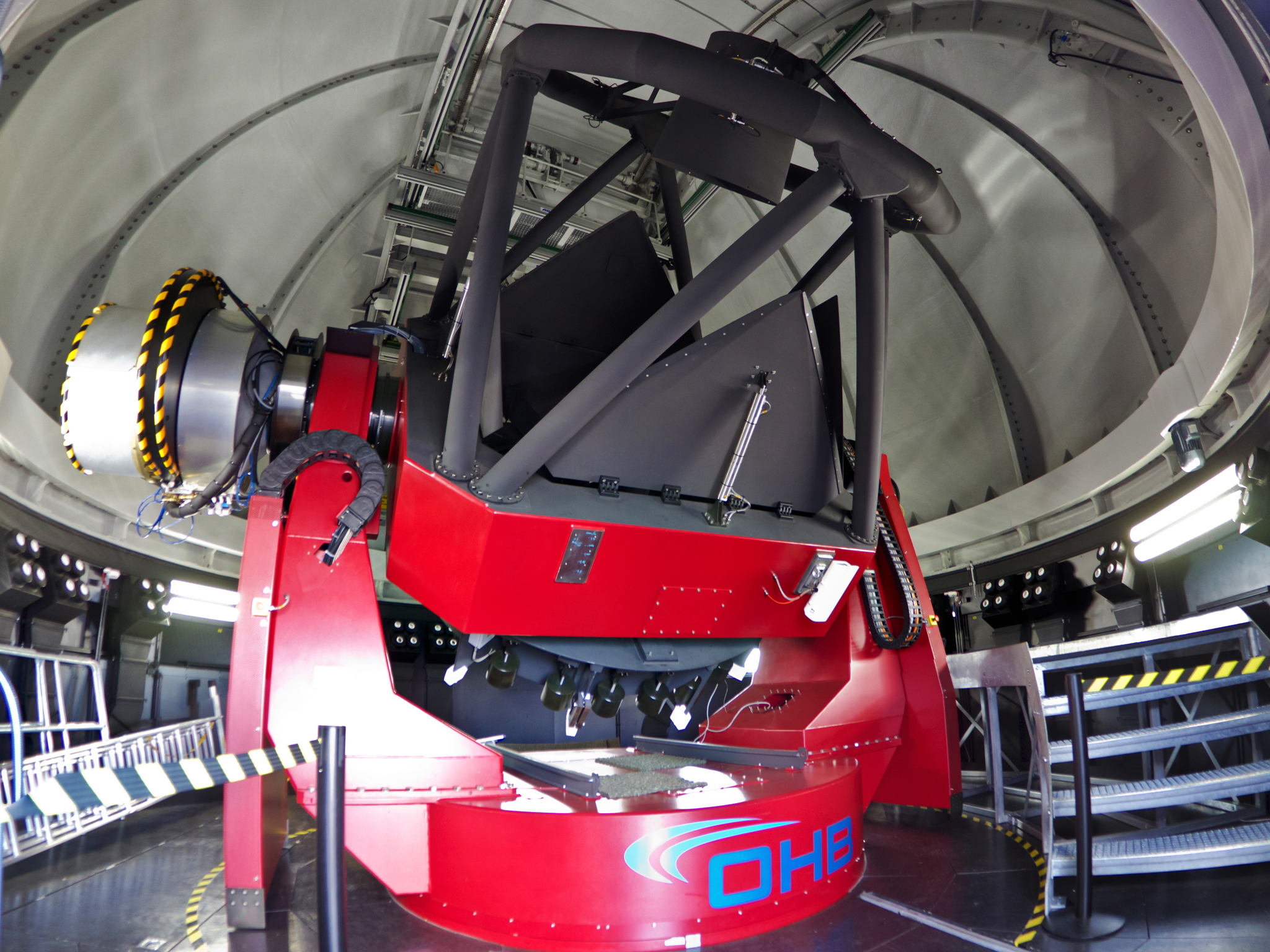
Modernes 2-Meter-Spiegelteleskop: Das Fraunhofer-Teleskop am Wendelstein

Eine Sternwarte oder ein astronomisches Observatorium (von lat. observare = beobachten) ist ein Ort mit wissenschaftlichen Instrumenten zur Beobachtung des Sternhimmels. Neben einzelnen Himmelskörpern des Sonnensystems und der Milchstraße (Sterne, Sternhaufen, Nebel) sind extragalaktische Himmelsobjekte Ziel der Beobachtung.
Wissenschaftliche Observatorien sind meist auf erhöhten Standorten errichtet und mit einer Kuppel vor Wettereinflüssen geschützt. Bei der Auswahl der Örtlichkeit ist eine möglichst große Zahl klarer Nächte, wenig Störlicht und eine geringe Luftunruhe wesentlich. Letztere ist dort gegeben, wo (insbesondere im Gebirge) laminare Luftströmungen vorherrschen.
Bei Sternwarten für den Bildungsbetrieb (Volkssternwarte) oder die Amateurastronomie (Privatsternwarte) sind diese Vorgaben weniger wichtig als die günstige Erreichbarkeit.
Für Beobachtungen im sichtbaren Licht, nahem Infrarot und UV sind heute Spiegelteleskope und Astrografen vorherrschend, während die Bedeutung von Linsenfernrohren (Refraktoren) und Transitinstrumenten (für die Positionsastronomie) abnimmt. Dazu kommen zahlreiche Radioteleskope, die aber kaum zum Begriff „Sternwarte“ gezählt werden.

## Merkmale von Sternwarten

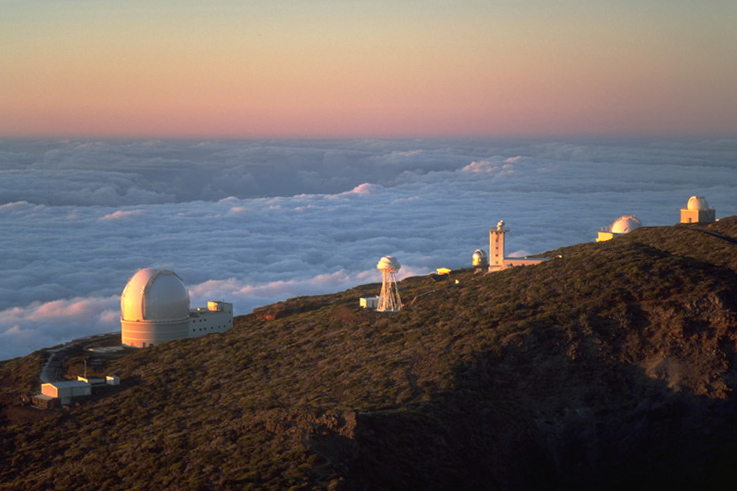
Ein ganzer „Sternwarten-Campus“ auf La Palma, Roque-de-los-Muchachos-Observatorium

Das Erscheinungsbild heutiger Sternwarten ist meist durch eine oder mehrere Kuppeln gekennzeichnet, die
- einerseits zur Beobachtung geöffnet und in die gewünschte Richtung gedreht werden können,
- andererseits im geschlossenen Zustand das darunter aufgestellte Instrument schützen sollen,
- wobei die hellgestrichene Kuppel durch gute Reflexion bzw. Isolierung gegen Sonnenstrahlung für eine gleichbleibend kühle Luft sorgt (siehe nächtliche Abkühlung). Restliche thermische Effekte verursachen allerdings die sogenannte Saalrefraktion.

Die Instrumente selbst (vor allem die Teleskope) sind zum Schutz vor Erschütterungen und Vibrationen auf eigenen, vom übrigen Gebäude mechanisch streng getrennten Sockeln montiert. Für diese tief im gewachsenen Fels fundierten Pfeiler ist der klassische, hinterlüftete Ziegelbau nach wie vor eine mechanisch und thermisch gute Lösung, während Beton ungünstiger ist (mögliche Temperatur- und innere Spannungen, merkliche Pfeilerdrehung). Bei schweren Teleskopen muss ihre Fundierung mindestens zwei Meter in festen Boden (möglichst in den gewachsenen Fels) hinunter reichen, bei Lockergestein sogar bis zu 10 Meter.
Die modernen Großteleskope, die Spiegel bis 10 m Durchmesser und künftig sogar 40 m besitzen, sind nicht mehr in Kuppeln untergebracht, sondern meist in würfelförmigen Schutzbauten, die zum Einsatz geöffnet werden. Aus Gewichtsgründen wird hier statt der klassischen äquatorialen Montierung die mechanisch einfachere azimutale Montierung verwendet.

### Forschungs-, Volks- und Privatsternwarten
Der Begriff Observatorium umfasst Forschungsstationen verschiedener Naturwissenschaften wie Meteorologie oder Biologie, wird aber auch für künstliche Erdsatelliten verwendet, die astronomische Teleskope tragen. Meist tragen diese Satelliten mehrere Instrumente, die dasselbe Ziel beobachten können oder getrennt steuerbar sind (siehe Satellitentechnik).
Als Observatorien werden bisweilen auch Bauwerke mit spezieller Konstruktion bezeichnet, die zur Beobachtung astronomischer Phänomene wie der Sommer- oder Wintersonnenwende dienen. Als Sonnenobservatorien sind sie oft einer vorgeschichtlichen Kultur zuzurechnen, wo der Lauf der Sonne beobachtet wurde (z. B. Kreisgrabenanlage von Goseck oder Stonehenge). Moderne Beispiele sind der vom österreichischen Astroverein im Süden Wiens betriebene Sternengarten und ein ähnlicher im Ruhrgebiet.
Der Begriff Sternwarte meint hingegen ortsfeste, überwiegend astronomische Observatorien. Man unterscheidet
- Forschungssternwarten, die meist fern der Städte liegen, große Instrumente und eine erhebliche Zahl an Mitarbeitern haben. Sie gehören meist zu einer Universität oder Akademie und verfolgen nationale Forschungsprojekte oder solche in internationaler Kooperation. Sie sind der Hauptgegenstand der folgenden Abschnitte.
- Volkssternwarten, die überwiegend für öffentliche Führungen und der Erwachsenenbildung dienen. Träger sind meist Astrovereine oder die örtliche Gemeinde. Ähnliche Ziele verfolgen Schulsternwarten. Bisweilen werden beide Arten kombiniert oder sind mit Planetarien ausgestattet. In letzteren werden aber keine Himmelskörper beobachtet, sondern die astronomischen Objekte künstlich projiziert.
- Privatsternwarten werden hingegen von einzelnen, meist gut situierten Amateurastronomen betrieben, vereinzelt auch von Vereinen. Manche bieten an sogenannten Astronomietagen ebenfalls der Öffentlichkeit oder der Nachbarschaft Sternführungen an. Viele Beobachtungsplätze sind auf Wohnhäusern eingerichtet und mit kleinen Kuppeln oder einem Schiebe- bzw. Rolldach geschützt. Auf Grünflächen werden sie als Gartensternwarte bezeichnet. Weniger aufwendig, aber dafür flexibler, sind sie als Terrassen- oder auch Dachsternwarten ausgeführt, vor allem mit transportablen Fernrohren.

### Standortwahl von Forschungssternwarten
Die Frage geeigneter Standorte wurde im 19. Jahrhundert durch die Ausbreitung der Städte immer wichtiger. Denn der Lichtdom von Großstädten kann oft 50 bis 100 km weit reichen. Die früher oft in der Nähe von Fürstenhöfen errichteten Sternwarten wurden daher nach und nach in wenig besiedelte Gebiete oder ins Gebirge verlegt.
Wichtig für eine geeignete Ortswahl ist neben dem Aspekt geringen Störlichts auch
- ein Gebiet mit günstigem Klima (häufige Hochdrucklagen, hohe Sonnenscheindauer, geringe Sturmneigung)
- eine Geländeform mit gleichmäßiger Luftströmung, was das Seeing (geringe Luftunruhe) begünstigt. Damit scheiden z. B. viele Berge mit gutem Klima, aber asymmetrischen Gipfelformen aus
- felsiger Untergrund für eine stabile Fundierung der Instrumentenpfeiler.
- Von Bedeutung ist aber auch eine günstige Verkehrsanbindung und sonstige Infrastruktur.

### Instrumentarium
Die Beobachtungen bzw. Messungen erfolgen zumeist mit Teleskopen (Linsen- bzw. Spiegelfernrohren) oder Astrografen, heute zunehmend auch mit Antennentechnik (Radioastronomie) oder mit automatisierten Transitinstrumenten für die Positionsastronomie. Die meisten Sternwarten beobachten im sichtbaren Licht, wobei die früheren visuellen Methoden weitgehend durch fotografische und optoelektronische ersetzt wurden. Viele Sternwarten setzen auch dauerhaft Allsky-Kameras zur Beobachtung sowie Erstellung von Zeitrafferaufnahmen, Keogrammen und Strichspuraufnahmen ein und sind verbunden in Netzwerken zur Erkennung von Meteoren.
Bis etwa 1620 waren die Sternwarten fast ausschließlich für die freiäugige Beobachtung des Himmels eingerichtet, ausgestattet mit Meridiankreisen oder Sextanten, Armillarsphären, Gnomon oder großen Sonnenuhren (siehe auch Astronomische Phänomenologie). Bei der wissenschaftlichen Tätigkeit dominierte seit Jahrtausenden die Astrometrie (Bestimmung von Sternörtern und -Bewegungen, Himmelsmechanik und Zeitbestimmung), die erst ab 1850 durch Astrofotografie und Astrophysik ergänzt (und vorübergehend in den Hintergrund gedrängt) wurde. Heute konzentriert sich die Arbeit von hochgelegenen Observatorien mit reiner und trockener Luft (europäische Hochgebirge, Hawaii, chilenische Anden) zunehmend auf nicht-visuelle Strahlungsbereiche wie nahes Infrarot, UV und Radiostrahlung, während die kürzeren Wellenlängen (UV- und Röntgenstrahlen) großteils den Weltraumteleskopen vorbehalten bleiben.

## Geschichte

### Urgeschichte, Antike, Mittelalter

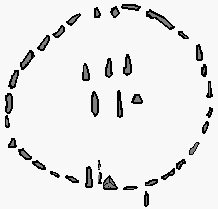
Megalith-Observatorium in Nabta-Playa

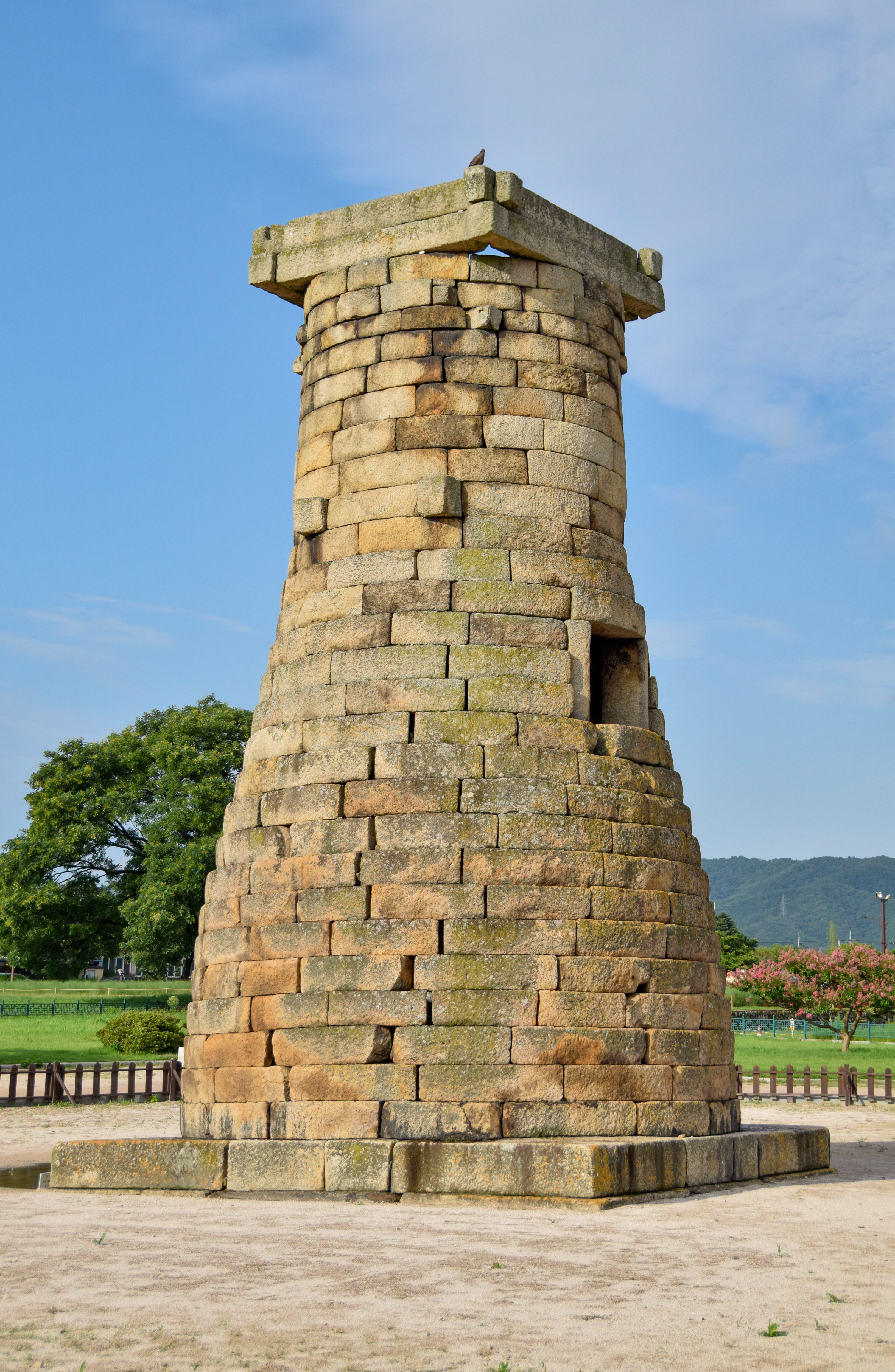
Das Cheomseongdae-Observatorium in Südkorea

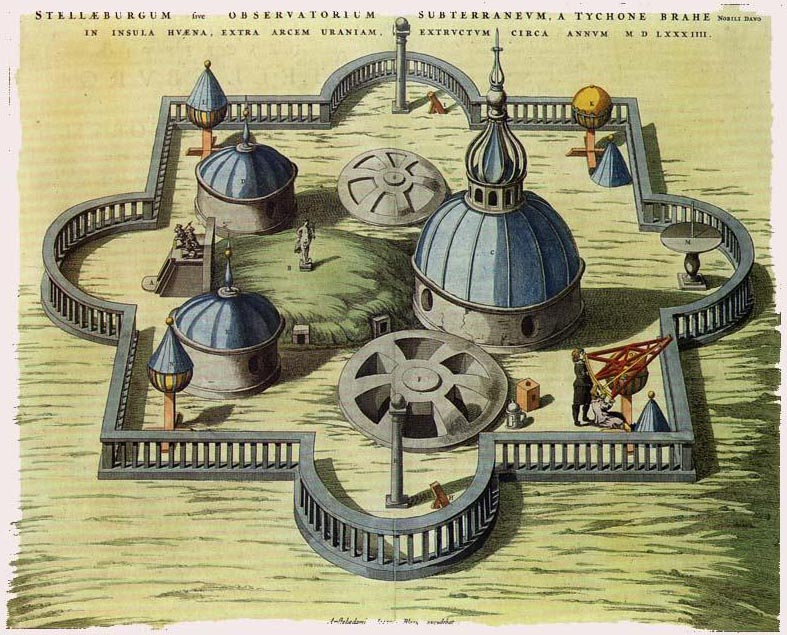
Stjerneborg

- Die derzeit als ältestes datiertes Observatorium der Urgeschichte geltende Anlage ist eventuell die Kreisgrabenanlage von Goseck aus dem 5. Jahrtausend v. d. Z.

- Der Megalith-Kreis in Nabta-Playa 4000 v. d. Z. in der Nubischen Wüste könnte auch in diese Zeit fallen.

- Andere Anlagen stammen aus Zeiten ab etwa 3000 v. d. Z. (Stonehenge) oder 1200 v. d. Z. (Boitiner Steintanz).

- In Peru befindet sich das 2300 Jahre alte Chanquillo-Observatorium, das aus 13 Türmen auf einem Berggrat besteht.

- Das Cheomseongdae-Observatorium in Korea ist das älteste im Fernen Osten.

- In der Tang-Dynastie wurden 20 Sonnenobservatorien für die Erstellung des Da Yan Kalenders 729 AD errichtet, wobei 10 Observatorien entlang des 114. Grades östlicher Länge von Zentralasien bis Huế verteilt wurden, um die Kugelgestalt der Erde zu überprüfen.

- Die Yuan-Dynastie ließ 1281 für den Shou Shi Kalender 27 Großobservatorien erbauen, wobei das Gaocheng-Observatorium nahe Dengfeng in der Provinz Henan noch gut erhalten ist.

- Ob es sich bei der Megalithanlage im armenischen Zorakarer aus der mittleren Bronzezeit um eine astronomische Einrichtung handelt, ist stark umstritten.

Im Spätmittelalter und der Zeit danach entstanden die ersten Vorläufer der „klassischen“ Sternwarten. Sie beheimateten Instrumente zur Vermessung von Sternörtern, zum Beispiel Quadranten oder Astrolabien, oder große Sonnenuhren.
- Rasad Khaneh von Nasīr ad-Dīn at-Tūsī im Iran
- Ulugh Beg-Observatorium von Ulugh Beg in Usbekistan
- Uraniborg und Stjerneborg von Tycho Brahe
- Jantar Mantar des Maharajas Jai Singh II.

### Neuzeit

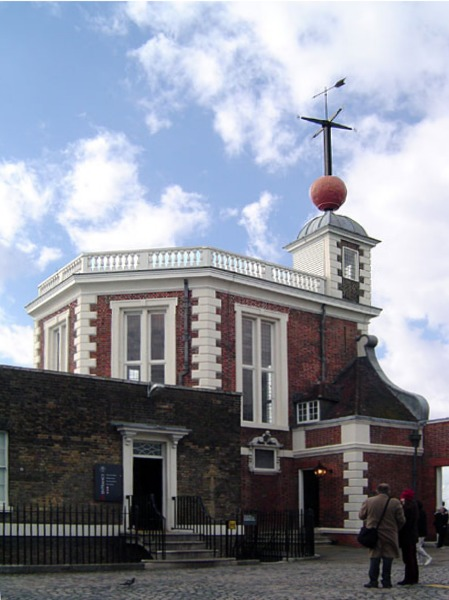
Royal Greenwich Observatory. Die rote Kugel diente als 12-Uhr-Signal

Nach Erfindung des Teleskops 1608 entstanden in den folgenden Jahrzehnten die ersten Sternwarten im heutigen Sinne. Ab 1700 gehörten manche zu physikalischen Kabinetten, wie sie von Adligen und anderen Gönnern während und nach der Aufklärung unterhalten und gefördert wurden. Oft handelte es sich um ausgebaute Dachgeschosse, angebaute Türme oder dergleichen. Eigenständige Sternwartenbauten wurden oft als Astronomische Türme ausgeführt, wie die Sternwarte Kremsmünster (Oberösterreich), das Prager Clementinum oder die Mannheimer Sternwarte.
In den Beginn der Teleskop-Ära fällt der Bau des Pariser Observatorium 1667 und des Royal Greenwich Observatory 1675. Letztere wurde v. a. für Zwecke der Navigation zur See gegründet. Die erste Sternwarte nach Stjerneborg, bei der die Instrumente in ein ebenerdiges Gebäude gestellt wurden, war die Seeberg-Sternwarte in Gotha, die 1790 in Betrieb genommen wurde. Diese frühen Observatorien widmeten sich überwiegend der Astrometrie (Bestimmung der Sternörter und Planetenbahnen) und dienten auch als Basispunkte der Navigation und Landesvermessung.
Für die Öffentlichkeit zugänglich wurden Observatorien erst durch den Bau von Volkssternwarten ab dem 19. Jahrhundert. Die erste Schulsternwarte Deutschlands wurde 1872 im ostsächsischen Bautzen gegründet.
Viele bedeutende Sternwarten in Mittel- und Nordeuropa wurden zwischen 1790 und 1830 gegründet, unter anderem jene in Hamburg-Altona, München, Düsseldorf, Gotha, Leipzig, Halle, Königsberg und Dorpat. Russland und die USA zogen 1839 mit St. Petersburg-Pulkowa und Harvard nach. Diese Gründungswelle hängt vor allem mit den Erfolgen der Himmelsmechanik zusammen (Planetenbahnen, Kometen, Asteroiden, Doppelsternforschung, Sternkataloge), sowie der Entwicklung der Messtechnik. Demgegenüber sind die Universitätssternwarten in der Südhälfte Europas meist schon früher entstanden. Der zweite Gründungsboom ist um die Jahrhundertwende festzustellen und brachte die Entwicklung der Astrophysik – siehe unter anderem Potsdam (astrophys. Inst.), Wien (Univ.- und Kuffnersternwarte), Zürich und die großen Observatorien der USA wie Yerkes, Lick und Lowell. Darunter waren auch einige für die Forschung bedeutende Privatsternwarten.

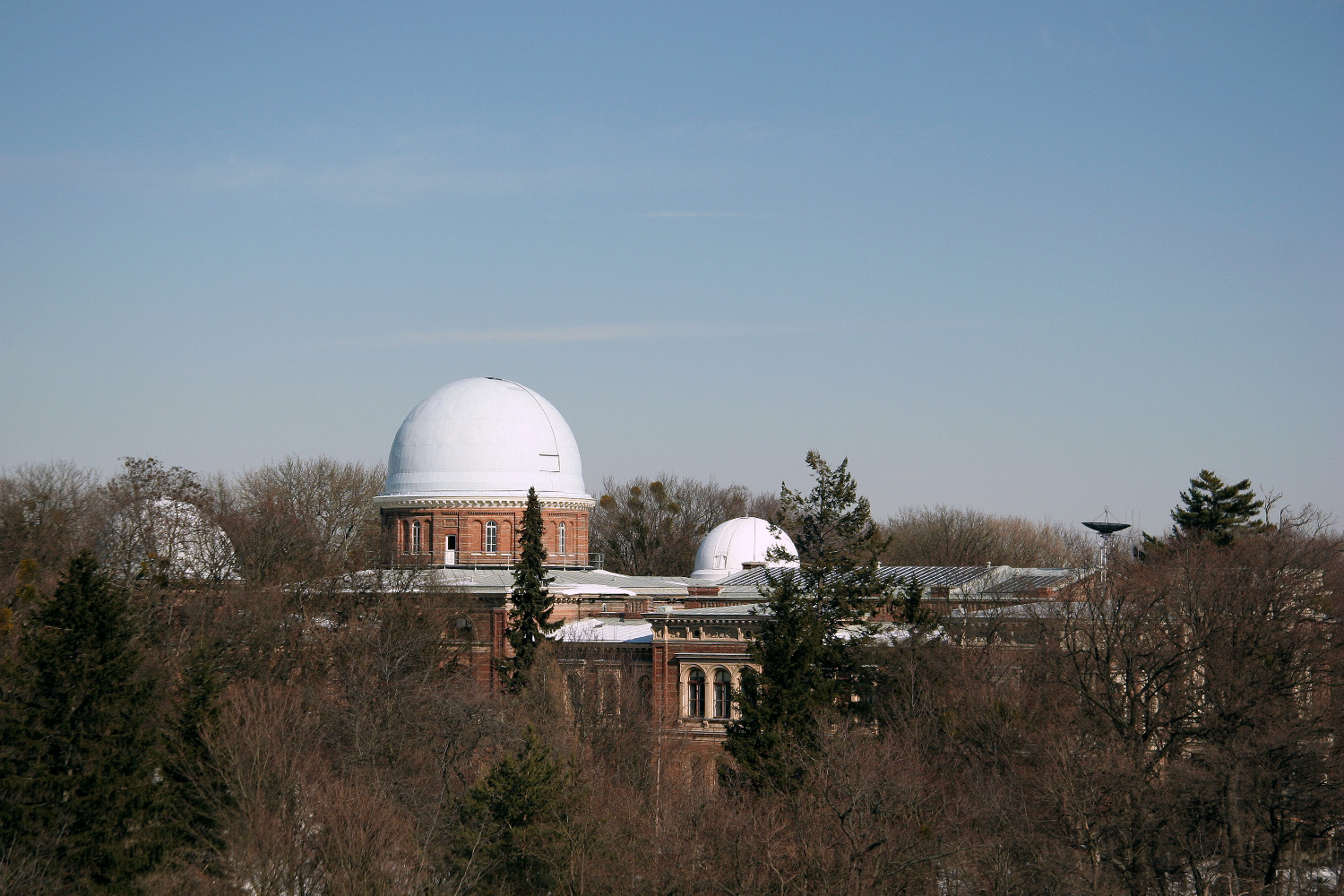
Die 1883 eröffnete Universitätssternwarte Wien. Der Sternwartepark liegt heute im dicht besiedelten Gebiet (Wien XVIII).

Für die Qualität der Beobachtung ist ein möglichst dunkler Himmel (geringe Lichtverschmutzung) wichtig. Dennoch lagen bis zum Ende des 19. Jahrhunderts die meisten Sternwarten nahe oder sogar in Städten – auch um dem Geldgeber, im Allgemeinen dem lokalen Fürstenhof, nahe zu sein. Zur heutigen Standortfrage siehe die vorangehenden Abschnitte.
Das Anwachsen der Städte und die damit verbundene Lichtverschmutzung (Lichtsmog), die Beobachtungen in zunehmendem Maß beeinträchtigte, führte im 20. Jahrhundert zu einem Ausweichen in immer abgelegenere und vom Lichtsmog noch nicht betroffene Gebiete wie in Gebirge, zunächst näher gelegene Gebirge wie die Pyrenäen oder die Alpen und schließlich in Gebiete weit abseits größerer Ansiedlungen und mit klarer und ruhiger Luft, wie auf dem Mauna Kea auf Hawaii oder in der Atacamawüste in Chile.
Gleichzeitig ermöglichte der technologische Fortschritt die Anfertigung immer größerer Teleskope, die immer schwächere Lichtmengen auffangen können und so Beobachtungen in immer größere Tiefen des Weltalls erlauben. Auch diese Instrumente gelangen durch die natürliche Luftunruhe an Grenzen. Leistungsfähige adaptive Optiken sind zwar in der Lage, diesen Nachteil fast vollständig zu korrigieren, aber üblicherweise nur in sehr kleinen Bildfeldern. Ein Ausweg bot sich in der Konstruktion von Weltraumteleskopen, die Beobachtungen außerhalb des störenden Einflusses der Erdatmosphäre ermöglichen wie etwa das Hubble-Weltraumteleskop. Darüber hinaus wurden Weltraumteleskope entwickelt, um Beobachtungen in Spektralbereichen zu ermöglichen, die vom Boden aus unzugänglich sind, wie etwa im fernen Infrarot oder im Bereich der Röntgenstrahlung.

## Einzelne Sternwarten und Observatorien

### Vor- und frühgeschichtliche Bauten (Auswahl)

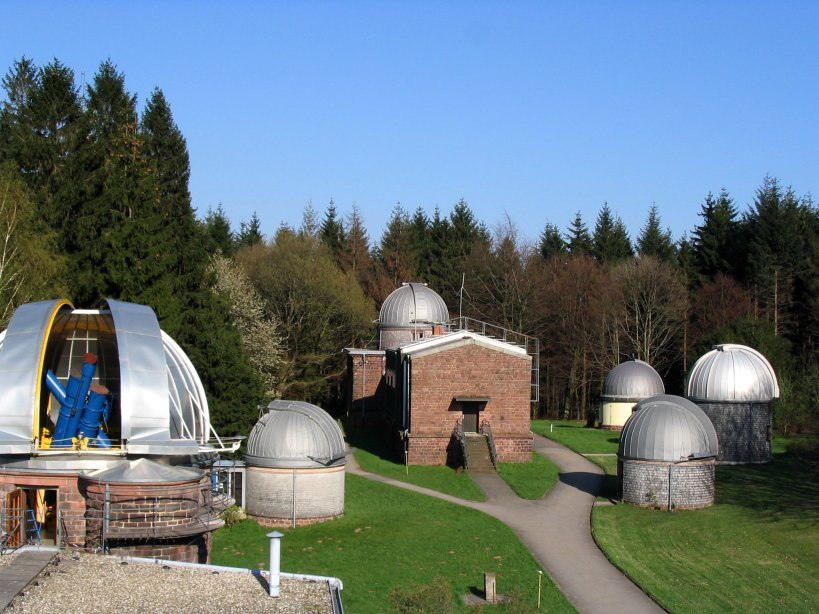
Landessternwarte Heidelberg-Königstuhl

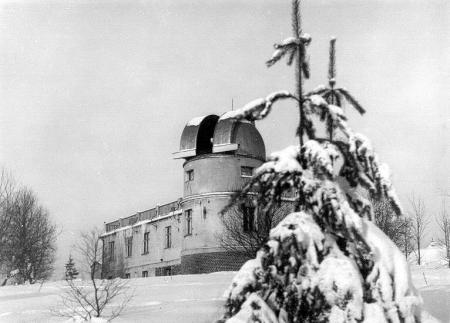
Historische Aufnahme der Sternwarte Sonneberg

- Stonehenge
- Pyramiden von Gizeh
- Kreisgrabenanlage von Goseck
- Sonnenobservatorien der Maya, z. B. auf dem Monte Alban

### Sternwarten in Deutschland (Auswahl)

#### Forschungsinstitute
- Bamberg: Dr.-Remeis-Sternwarte
- Bonn: Observatorium Hoher List
- Dresden: Triebenberg
- Göttingen: Universitäts-Sternwarte Göttingen
- Hamburg: Hamburger Sternwarte in Bergedorf
- Heidelberg: Landessternwarte Heidelberg-Königstuhl
- München: Universitäts-Sternwarte München
- Potsdam: Astrophysikalisches Institut Potsdam
- Sonneberg: Sternwarte Sonneberg
- Tautenburg: Thüringer Landessternwarte

#### Volkssternwarten
- Aachen: Volkssternwarte Aachen
- Augsburg: Sternwarte Diedorf

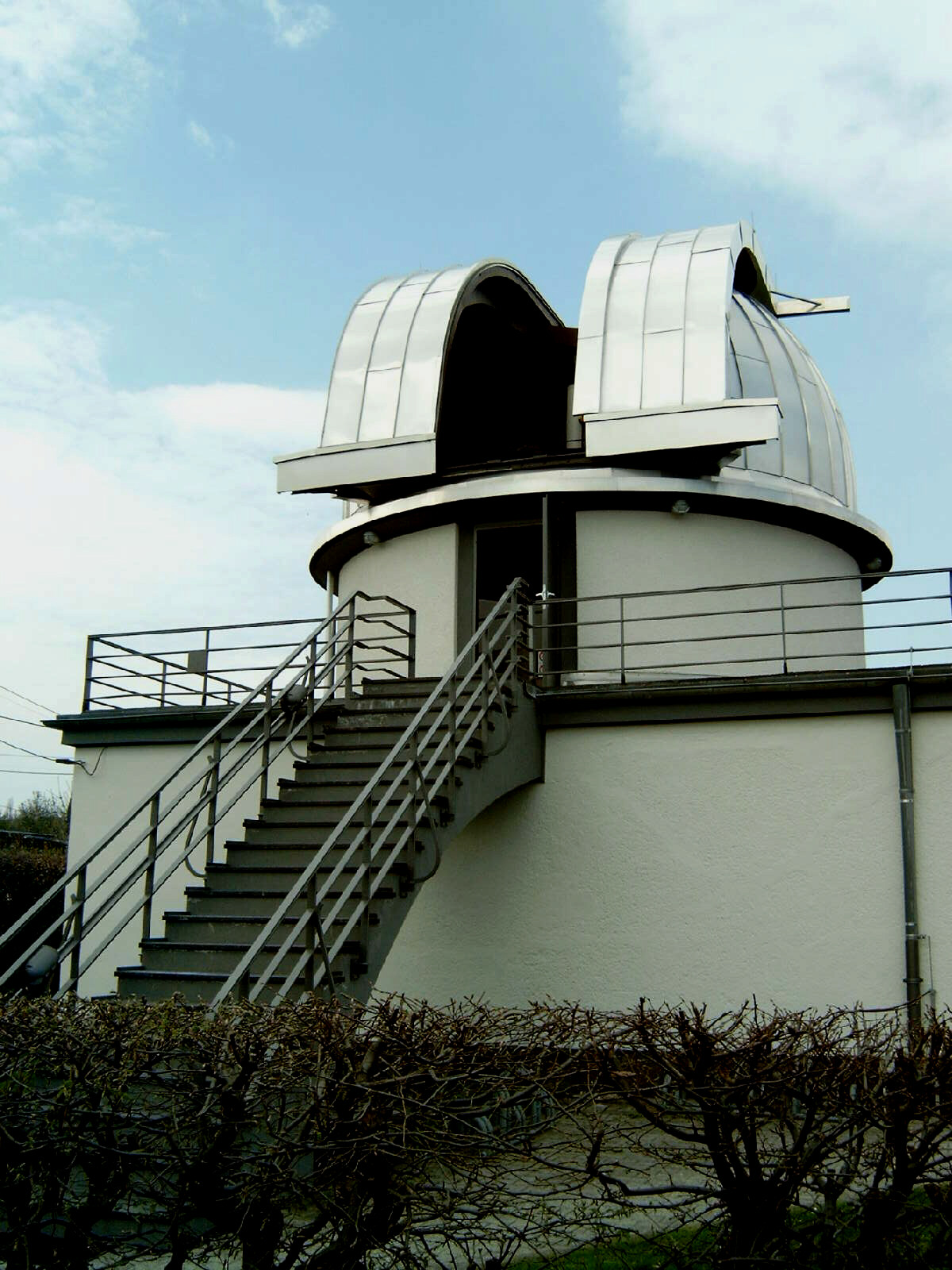
Volkssternwarte Aachen

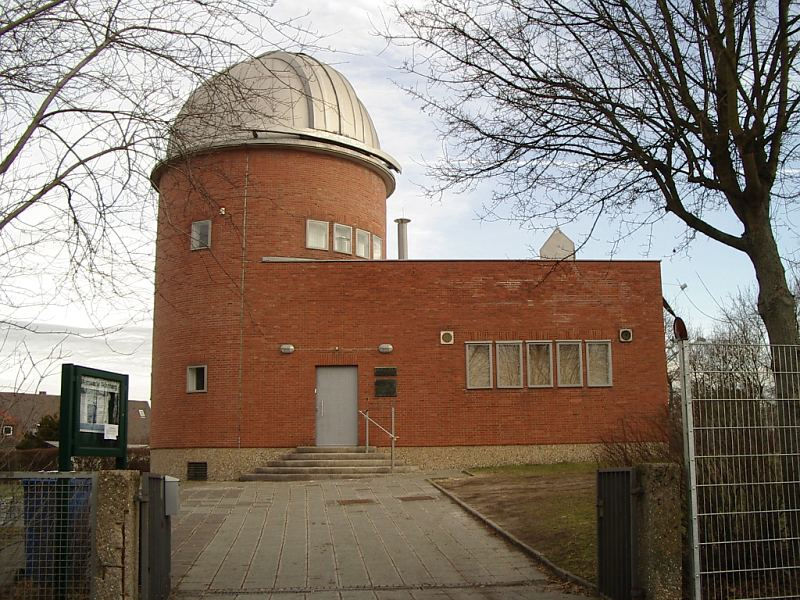
Regiomontanus-Sternwarte Nürnberg, Volkssternwarte von 1930

Fritz-Weithas-Sternwarte in Neumarkt, Oberpfalz

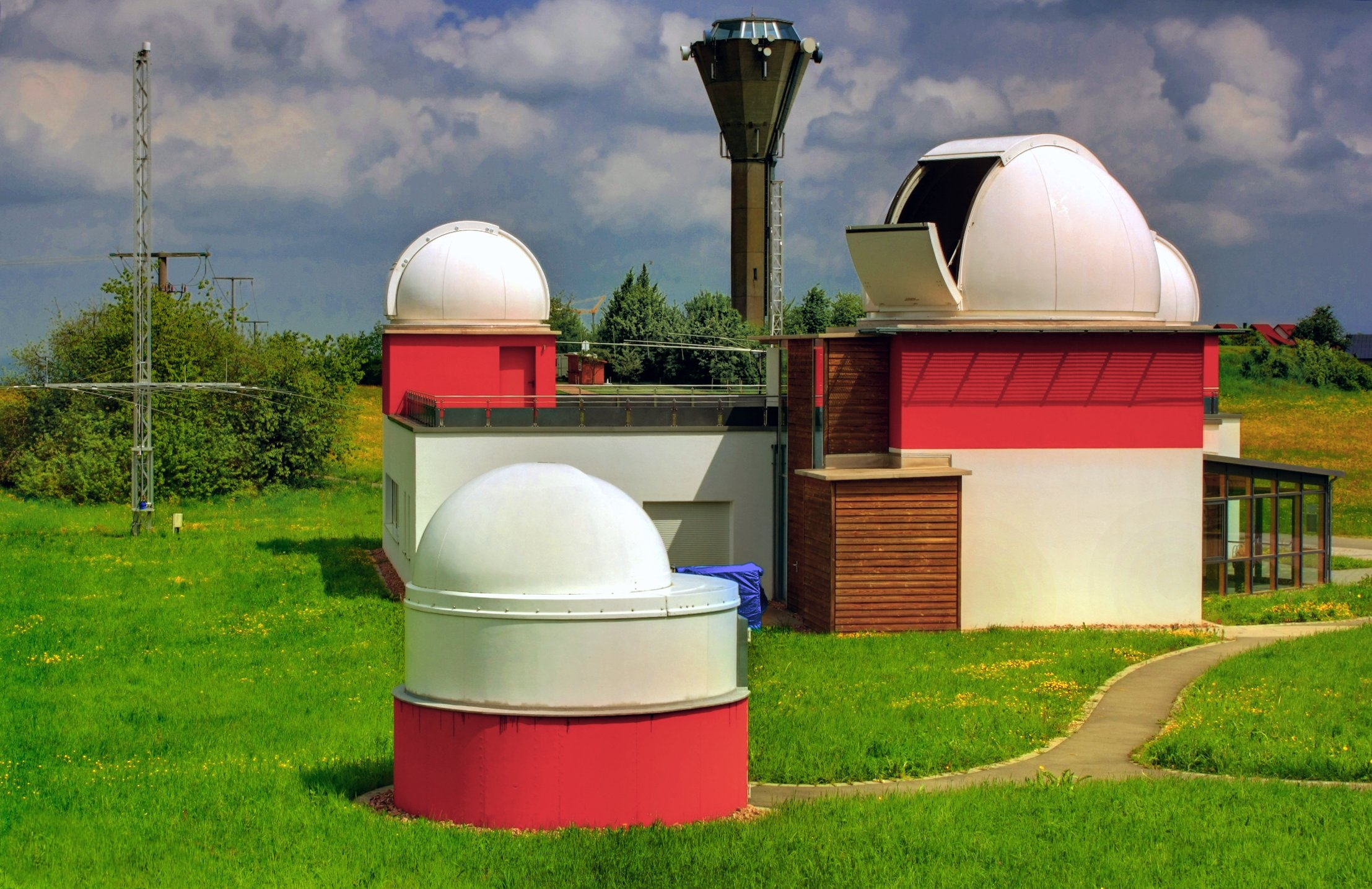
Sternwarte Zollern-Alb in Rosenfeld, Schwäbische Alb

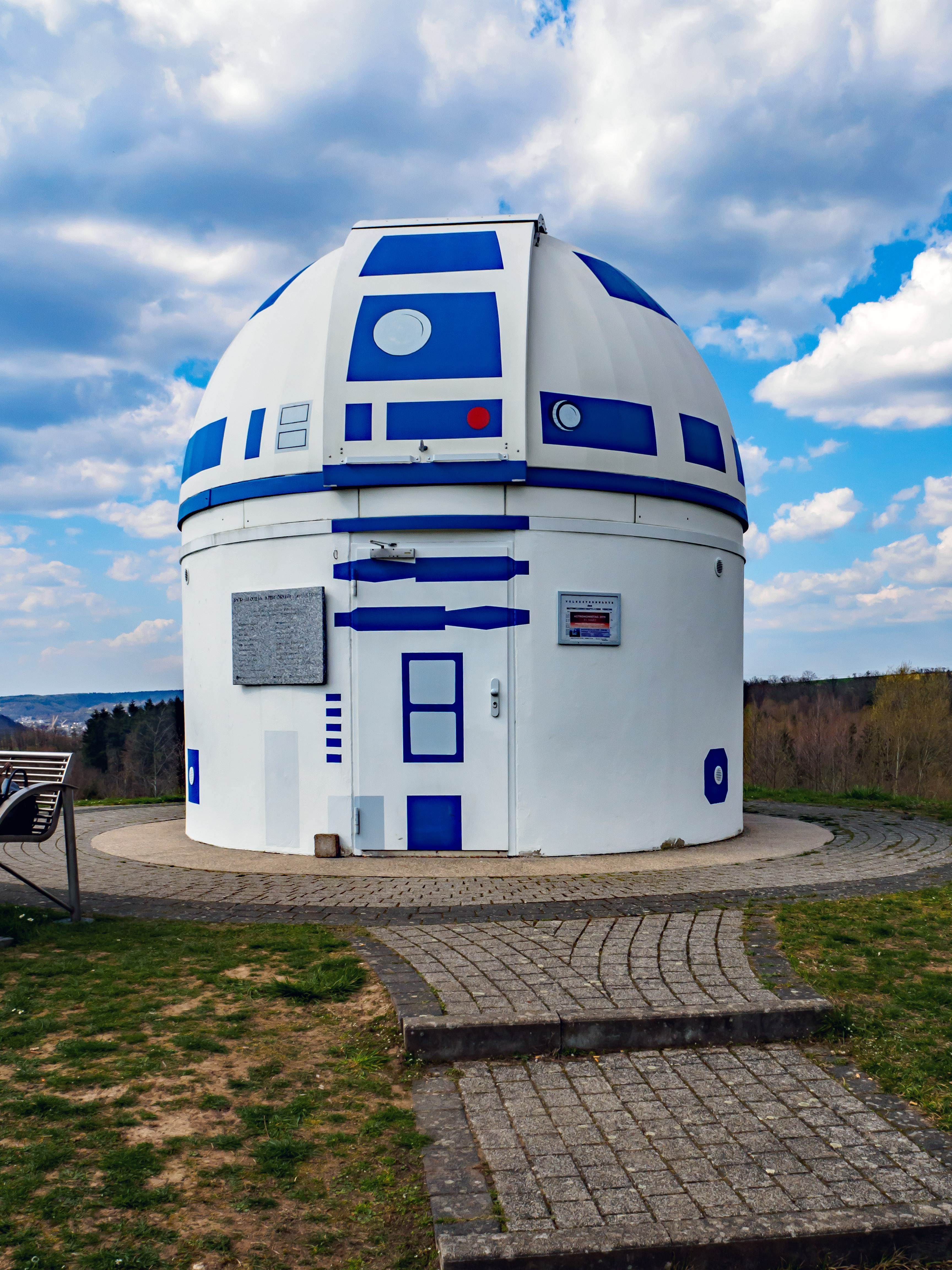
Volkssternwarte Zweibrücken

- Bad Kreuznach: Volkssternwarte Bad Kreuznach
- Bad Nauheim: Volkssternwarte Wetterau
- Bad Salzuflen: Walter-Baade-Sternwarte
- Bielefeld: Volkssternwarte Ubbedissen
- Berlin: Archenhold-Sternwarte, Wilhelm-Foerster-Sternwarte
- Bonn: Volkssternwarte Bonn
- Buchloe: Volkssternwarte Buchloe
- Darmstadt: Volkssternwarte Darmstadt
- Dieterskirchen: Volkssternwarte mit Planetarium Dieterskirchen
- Dortmund: Volkssternwarte Dortmund
- Dresden: Sternwarten des ehemaligen Forschungsinstituts Manfred von Ardenne
- Ebermannstadt: Sternwarte Feuerstein
- Ennepetal: Volkssternwarte Ennepetal
- Erkrath: Sternwarte Neanderhöhe Hochdahl
- Frankfurt am Main: Volkssternwarte Frankfurt des Physikalischen Vereins, Taunus Observatorium
- Fulda: Hans-Nüchter-Sternwarte (Volks- und Schulsternwarte mit Planetarium)
- Gilching: Volkssternwarte an der vhs Gilching
- Hagen: Volkssternwarte Hagen
- Hannover: Volkssternwarte Hannover
- Heilbronn: Robert-Mayer-Volks- und Schulsternwarte Heilbronn
- Heppenheim: Starkenburg-Sternwarte
- Hofheim am Taunus: Sternwarte Hofheim
- Jena: Volkssternwarte Urania Jena
- Kempten (Allgäu): Volkssternwarte Kempten
- Köln: Volkssternwarte Köln
- Laupheim: Volkssternwarte Laupheim
- Sternwarte Limburg, Hessen
- Lübeck: Sternwarte Lübeck
- Mainz: Volkssternwarte Mainz
- Meckesheim: Volkssternwarte Meckesheim
- München: Bayerische Volkssternwarte München
- Neumarkt in der Oberpfalz: Fritz-Weithas-Sternwarte
- Sternwarte Neumünster, Schleswig-Holstein
- Nürnberg: Regiomontanus-Sternwarte
- Ottobeuren: Allgäuer Volkssternwarte Ottobeuren
- Paderborn: Volkssternwarte Paderborn
- Radebeul: Volkssternwarte Adolph Diesterweg
- Recklinghausen: Volkssternwarte Recklinghausen
- Regensburg: Volkssternwarte Regensburg
- Reutlingen: Sternwarte und Planetarium Reutlingen
- Riesa: Volkssternwarte Riesa
- Rosenfeld: Sternwarte Zollern-Alb
- Rostock: Astronomische Station „Tycho Brahe“
- Rothwesten: Volkssternwarte Rothwesten
- Schwerin: Sternwarte und Planetarium Schwerin
- Singen (Hohentwiel): Volkssternwarte Singen
- Sohland an der Spree: Sternwarte Sohland/Spree
- Sankt Andreasberg: Sternwarte Sankt Andreasberg/ Harzsternwarte am Internationalen Haus Sonnenberg
- Sankt Ottilien: Heinz-Reinhardt-Sternwarte St. Ottilien
- Streitheim: Volkssternwarte und Planetarium Streitheim
- Solingen: Sternwarte Solingen
- Tübingen: Volkssternwarte Tübingen
- Tirschenreuth: Gerhard-Franz Volkssternwarte
- Ursensollen: Planetarium mit Sternwarte Ursensollen
- Wertheim: Johann-Kern-Sternwarte Wertheim
- Wiesbaden: Sternwarte Wiesbaden
- Würzburg: Volkssternwarte Würzburg
- Zweibrücken: Volkssternwarte Zweibrücken

#### Sonstige Sternwarten
- Aalen: Sternwarte Aalen

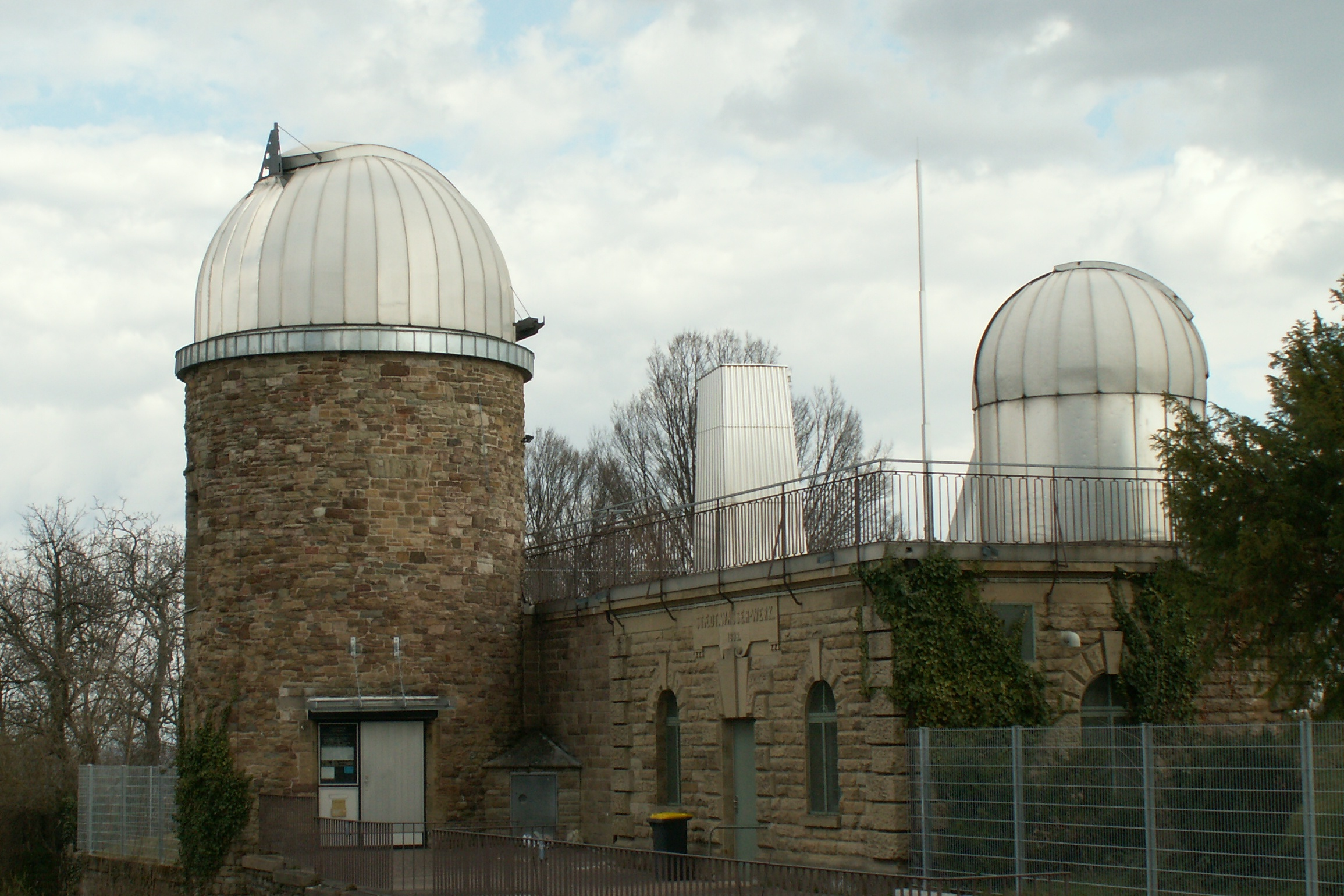
Sternwarte Stuttgart

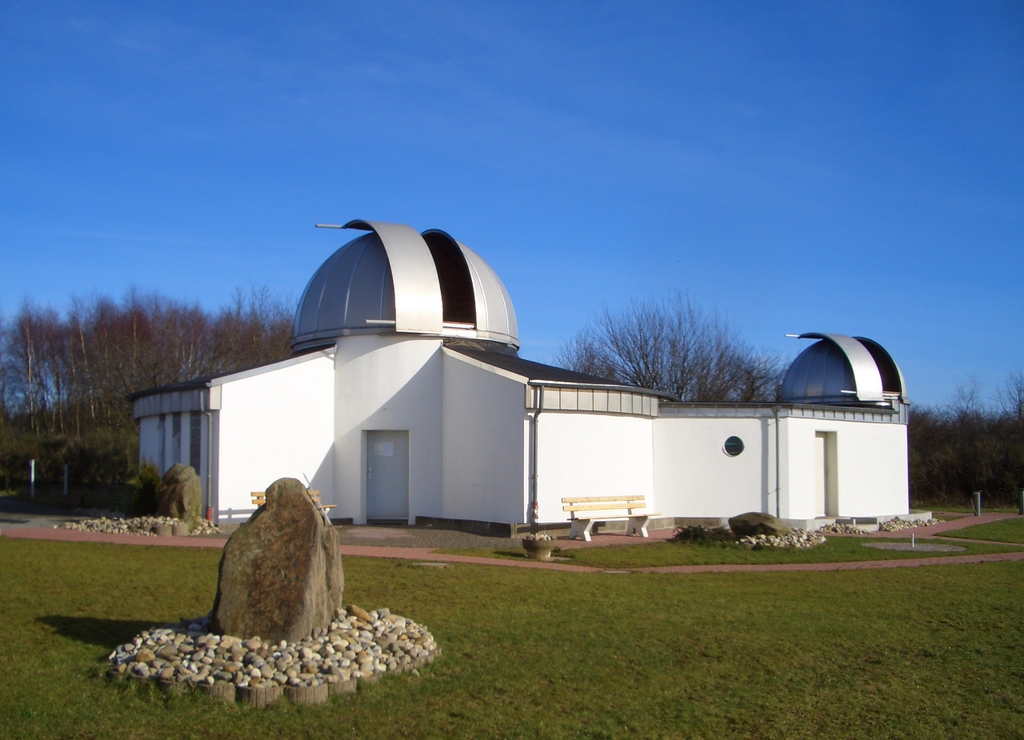
Sternwarte Peterberg

- Bautzen: Schulsternwarte „Johannes Franz“
- Berlin: Bruno-H.-Bürgel-Sternwarte
- Bernau: Sternwarte Bernau
- Bochum: Sternwarte Bochum, Institut für Umwelt- u. Zukunftsforschung (IUZ)
- Bremen: Walter-Stein-Sternwarte
- Duisburg: Rudolf-Römer-Sternwarte
- Essen: Walter-Hohmann-Sternwarte
- Glashütte (Sachsen): Sternwarte Glashütte
- Glücksburg: Menke-Sternwarte
- Greifswald: Sternwarte Greifswald
- Heppenheim: Starkenburg-Sternwarte
- Heidenheim an der Brenz: Willi-Hüll-Sternwarte
- Herne: Sternwarte Herne
- Hof (Saale): Sternwarte Hof
- Kaiserslautern: Schulsternwarte am Schulzentrum Süd
- Kassel: Sternwarte Kassel
- Kiel: Sternwarte Kiel
- Lemgo: Sternwarte der Technischen Hochschule OWL
- Melle: Volkssternwarte Melle und EXPO-Sternwarte Melle
- Nohfelden (Saarland): Sternwarte Peterberg

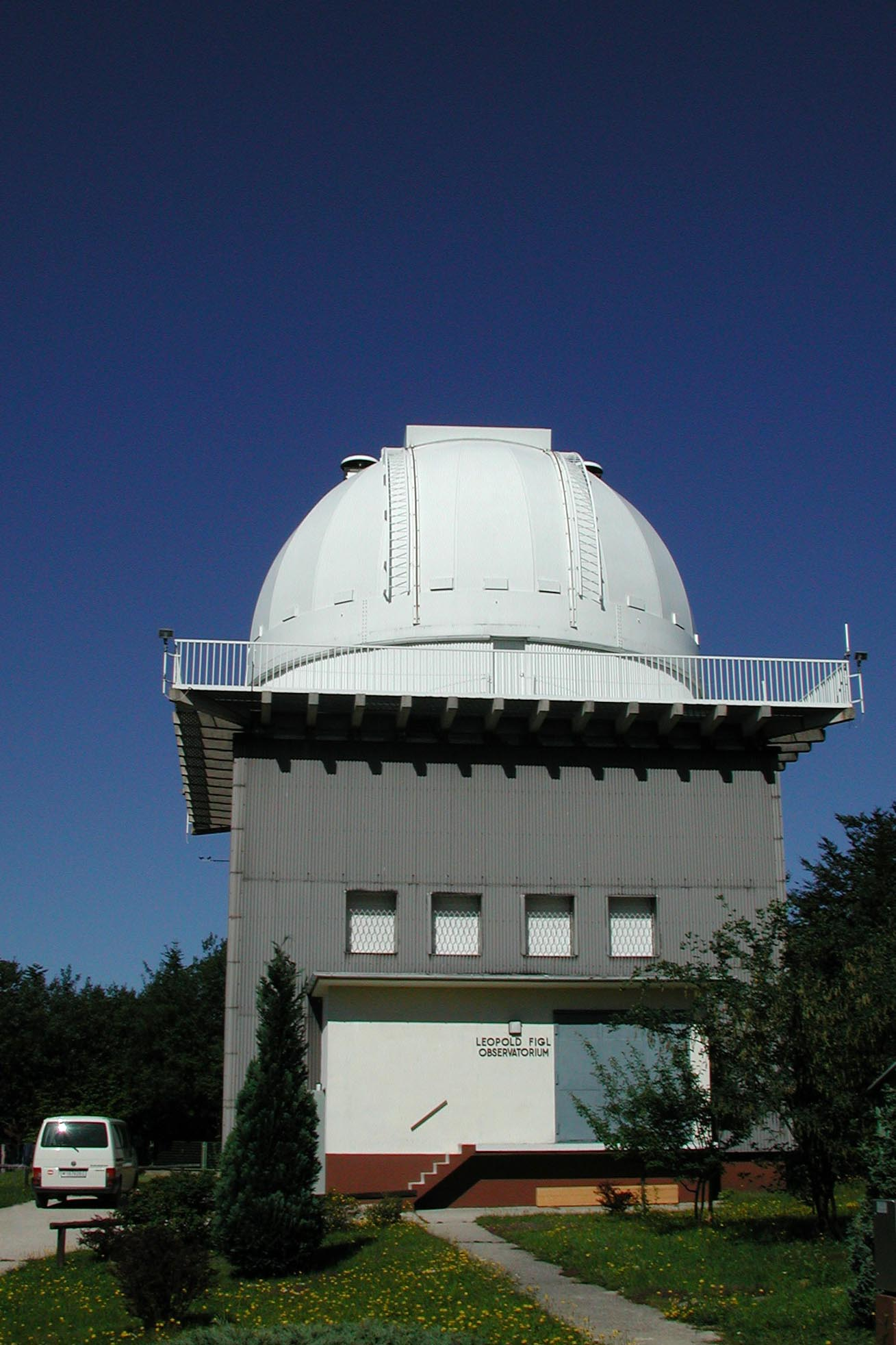
Leopold-Figl-Observatorium am Schöpfl (900 m), Hauptkuppel des 150-cm-Spiegelteleskops

- Stuttgart: Sternwarte Stuttgart
- Welzheim: Sternwarte Welzheim

### Sternwarten in Österreich (Auswahl)
- Burgenland
  - Landessternwarte Leinnerhaus
- Kärnten:
  - Sonnenobservatorium Kanzelhöhe
  - Sternwarte St. Kanzian
- Niederösterreich
  - Leopold Figl-Observatorium
  - Purgathofer-Sternwarte
  - Volkssternwarte Michelbach
  - Sternwarte Orion bei Martinsberg

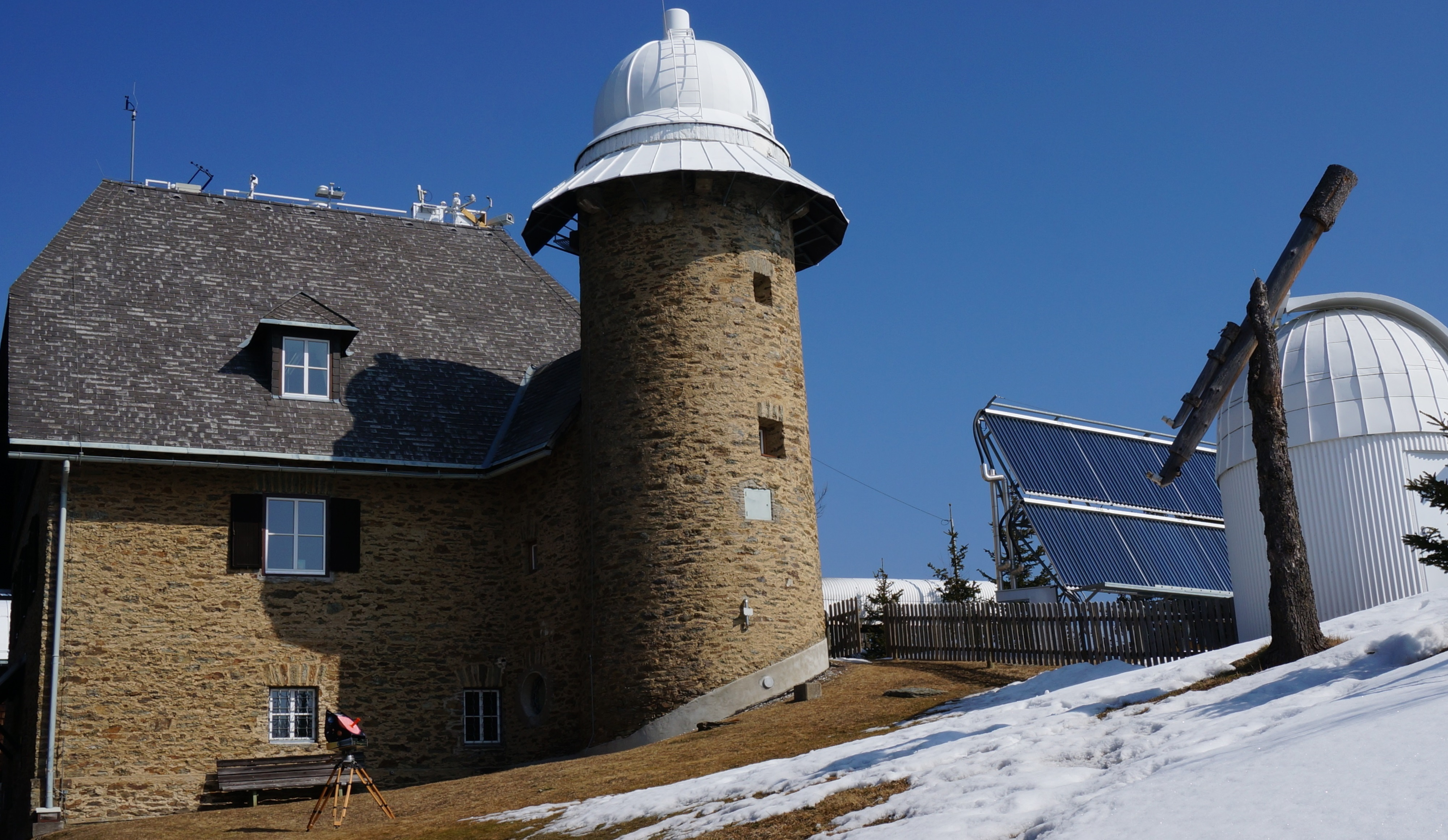
Sonnenobservatorium Kanzelhöhe auf der Gerlitzen

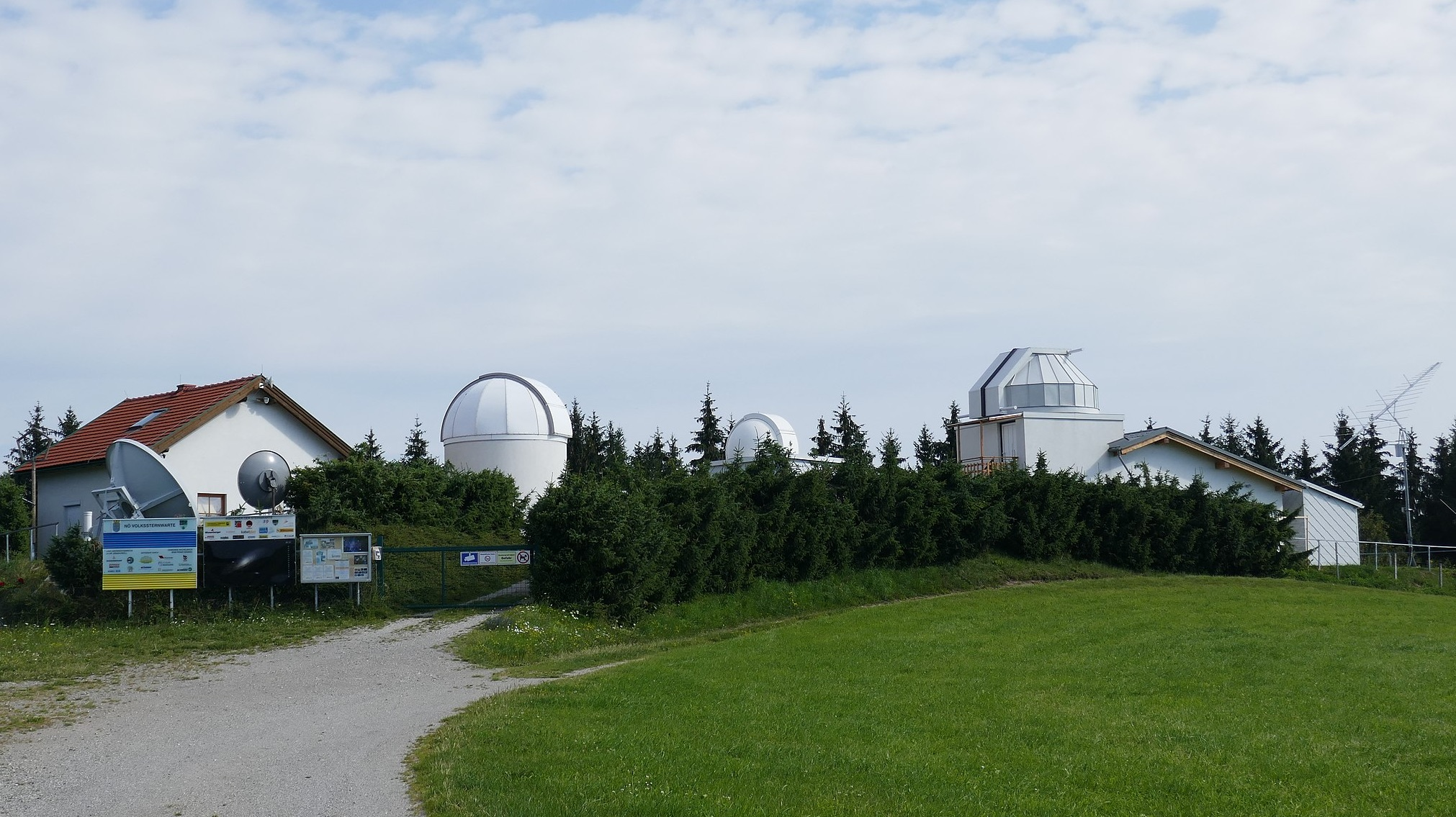
Volkssternwarte Michelbach, NÖ

  - Traiskirchen: Franz-Kroller-Sternwarte
- Oberösterreich
  - Linz: Johannes-Kepler-Sternwarte, Schulsternwarte Petrinum
  - Kirchschlag bei Linz: Sternwarte Davidschlag
  - Weyregg am Attersee: Sternwarte Gahberg
- Salzburg
  - Nußdorf am Haunsberg: Sternwarte des Hauses der Natur – 2 Teleskope, öffnet(e) am 20. August 2018[5]
- Steiermark
  - Universitätssternwarte Graz
  - Graz: Observatorium Lustbühel
  - Kepler-Gymnasium Graz: Johannes Kepler Sternwarte
  - Thal: Johannes Kepler Volkssternwarte (Steinberg)
  - Feldbach-Auersbach: Öffentliche Sternwarte Auersbachtal
  - Hartberg: Sternwarte im Ökopark
- Wien
  - Universitätssternwarte Wien
  - Kuffner-Sternwarte
  - Urania

### Sternwarten in der Schweiz (Auswahl)

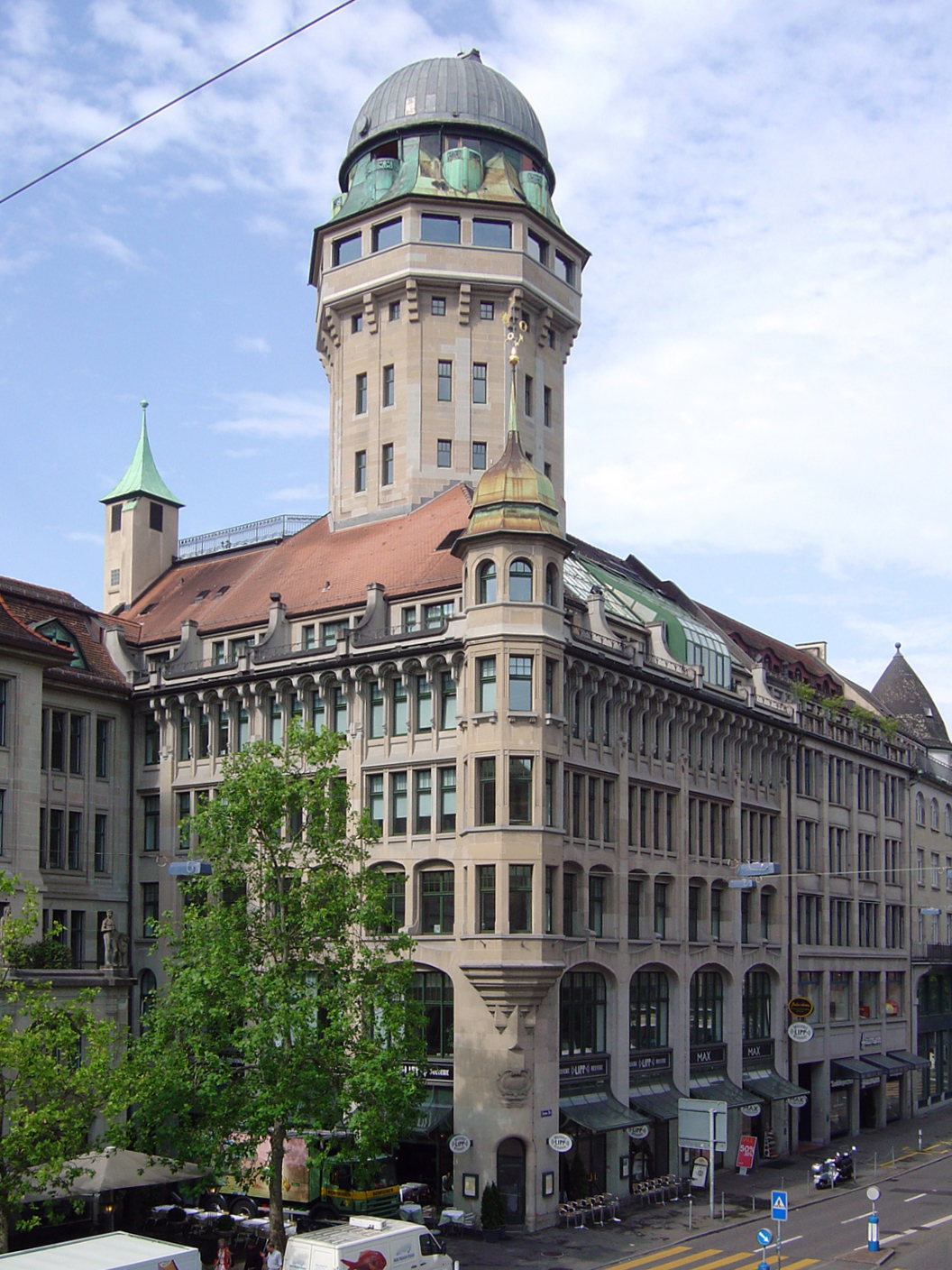
Urania-Sternwarte Zürich

#### Forschungsinstitute
- Bern: Satellitenstation Zimmerwald
- Neuchâtel: Zeitdienst und Observatoire cantonal de Neuchâtel
- Genf: Sternwarte Genf

#### Privat- und Volkssternwarten
- Aarau: Einsteinturm, Alte Kantonsschule Aarau
- Bülach: Sternwarte Bülach
- Falera (GR): Asteroiden-Warte Mirasteilas
- Sternwarte Ependes, Freibourg
- Sternwarte Rotheul, Föritztal
- Planetarium und Sternwarte Kreuzlingen
- Schwanden ob Sigriswil: Sternwarte - Planetarium SIRIUS
- Winterthur: Sternwarte Eschenberg
- Zürich: Urania Sternwarte

### Historische Sternwarten (Auswahl)

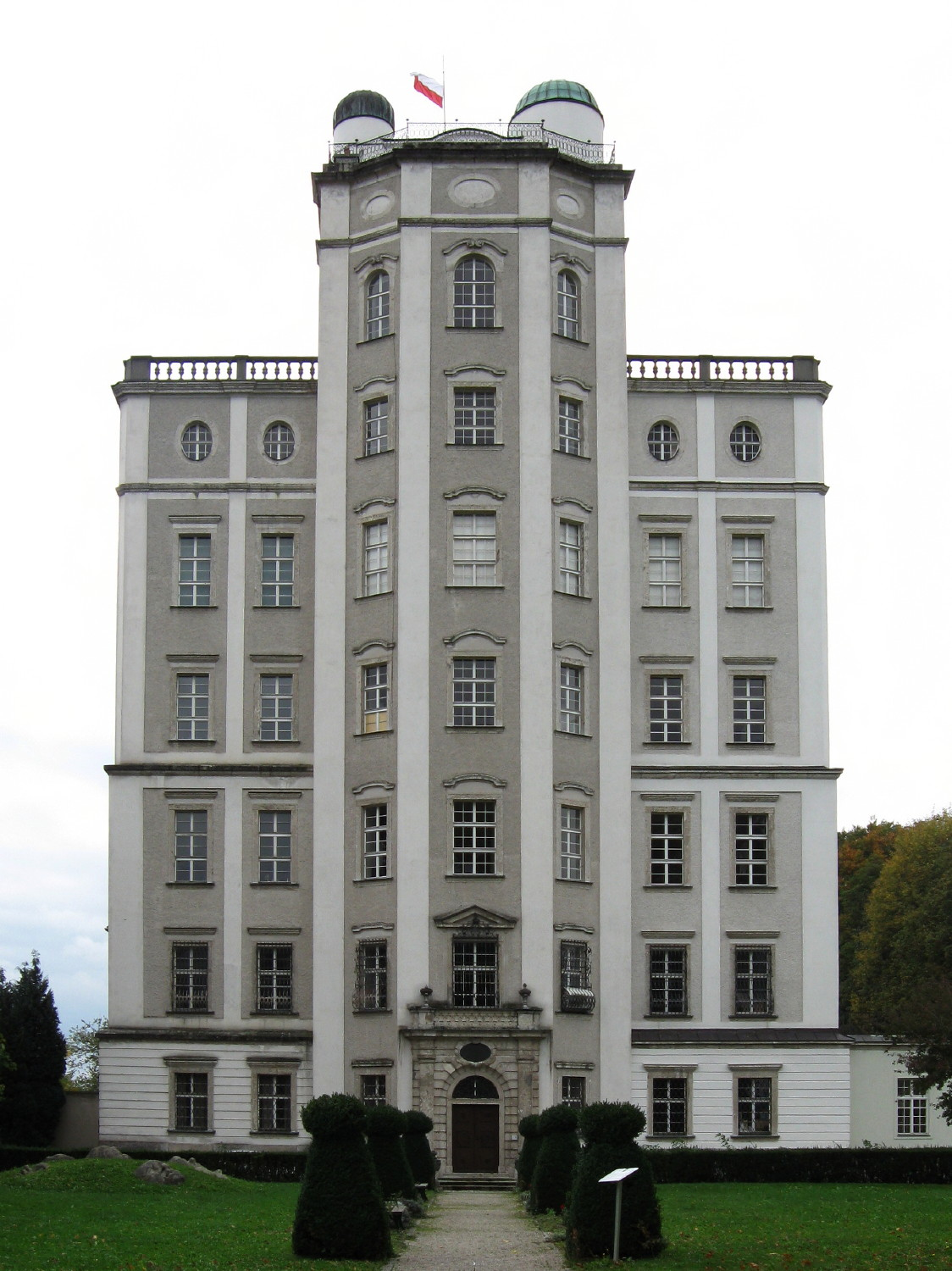
Sternwarte des Stiftes Kremsmünster (1749) mit naturwiss. Sammlungen

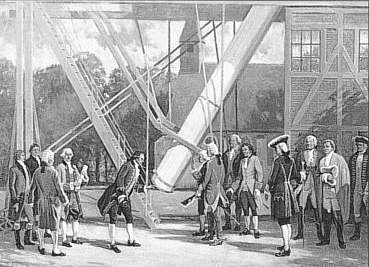
Lilienthaler Sternwarte; hier 1804 dritter Asteroid Juno entdeckt

- Altona: Sternwarte Altona, 1823 bis 1871
- Berlin: Berliner Sternwarte, 1711 bis 1913
- Bothkamp bei Kiel: Sternwarte Bothkamp, 1870 bis 1914
- Düsseldorf-Altstadt: Jesuitenkolleg, ca. 1710 bis 1953
- Düsseldorf-Bilk: Sternwarte Düsseldorf, 1843 bis 1943
- Gotha: Sternwarte Gotha, 1790 bis 1934 (u. a. Seeberg-Sternwarte 1790 bis 1839)
- Halle (Saale): Sternwarte Halle, 1788 bis 1923
- Königsberg: Sternwarte Königsberg, 1813 bis 1944
- Kremsmünster (Oberösterreich): Sternwarte Kremsmünster (erstes Hochhaus), errichtet 1749–1758
- Leipzig: Sternwarte Leipzig, 1790 bis 1956
- Lilienthal bei Bremen: Sternwarte Lilienthal, 1782 bis 1850
- Mannheim: Mannheimer Sternwarte, 1774 bis 1880
- Pula: Marine-Sternwarte Pola, 1871 bis 1918
- Remplin/Mecklenburg: Sternwarte Remplin, 1793 bis 1805
- Tartu (Estland): Sternwarte Dorpat, 1811 bis 1948
- Zürich: Eidgenössische Sternwarte, 1864 bis 1980

### Andere Sternwarten (Auswahl)
- Australien: Mount-Stromlo-Observatorium, Siding-Spring-Observatorium
- Chile: La Silla (ESO), Paranal-Observatorium (ESO)
- Spanien: Calar-Alto-Observatorium, Roque-de-los-Muchachos-Observatorium, Observatorio del Teide
- Russland: Astronomisches Observatorium Kourowka, Pulkowo-Observatorium, Selentschuk-Observatorium
- Großbritannien: Royal Greenwich Observatory
- Irland: Dunsink Observatory
- USA: Big Bear Solar Observatory, Kitt-Peak-Nationalobservatorium, Lick-Observatorium, Large Binocular Telescope, Mauna-Kea-Observatorium, Mount Palomar, Mount-Wilson-Observatorium, Yerkes-Observatorium
- Ungarn: Konkoly-Observatorium

### Im Luftraum (Auswahl)
- Ballongetragen: Stratoscope, Sunrise, Far Infrared Interferometric Telescope
- Flugzeuggetragen: Lear Jet Observatory, Kuiper Airborne Observatory, SOFIA

### Im Weltall (Auswahl)
- Hubble-Weltraumteleskop (NASA/ESA)
- Spitzer-Weltraumteleskop (NASA)
- XMM-Newton-Weltraumteleskop (ESA)
- Chandra-Weltraumteleskop (NASA)
- James-Webb-Weltraumteleskop (NASA/ESA/CSA)